# تپه چغازاد
تپه چغازاد مربوط به عصر مس - سده‌های میانه دوران‌های تاریخی پس از اسلام است و در شهرستان ازنا، بخش مرکزی، دهستان پاچه لک غربی، ۵۰۰ متری جنوب روستای علی‌آباد واقع شده و این اثر در تاریخ ۲۳ بهمن ۱۳۸۵ با شمارهٔ ثبت ۱۷۱۶۶ به‌عنوان یکی از آثار ملی ایران به ثبت رسیده است.